# Equipa da Superleague Fórmula do Sport Club Corinthians Paulista

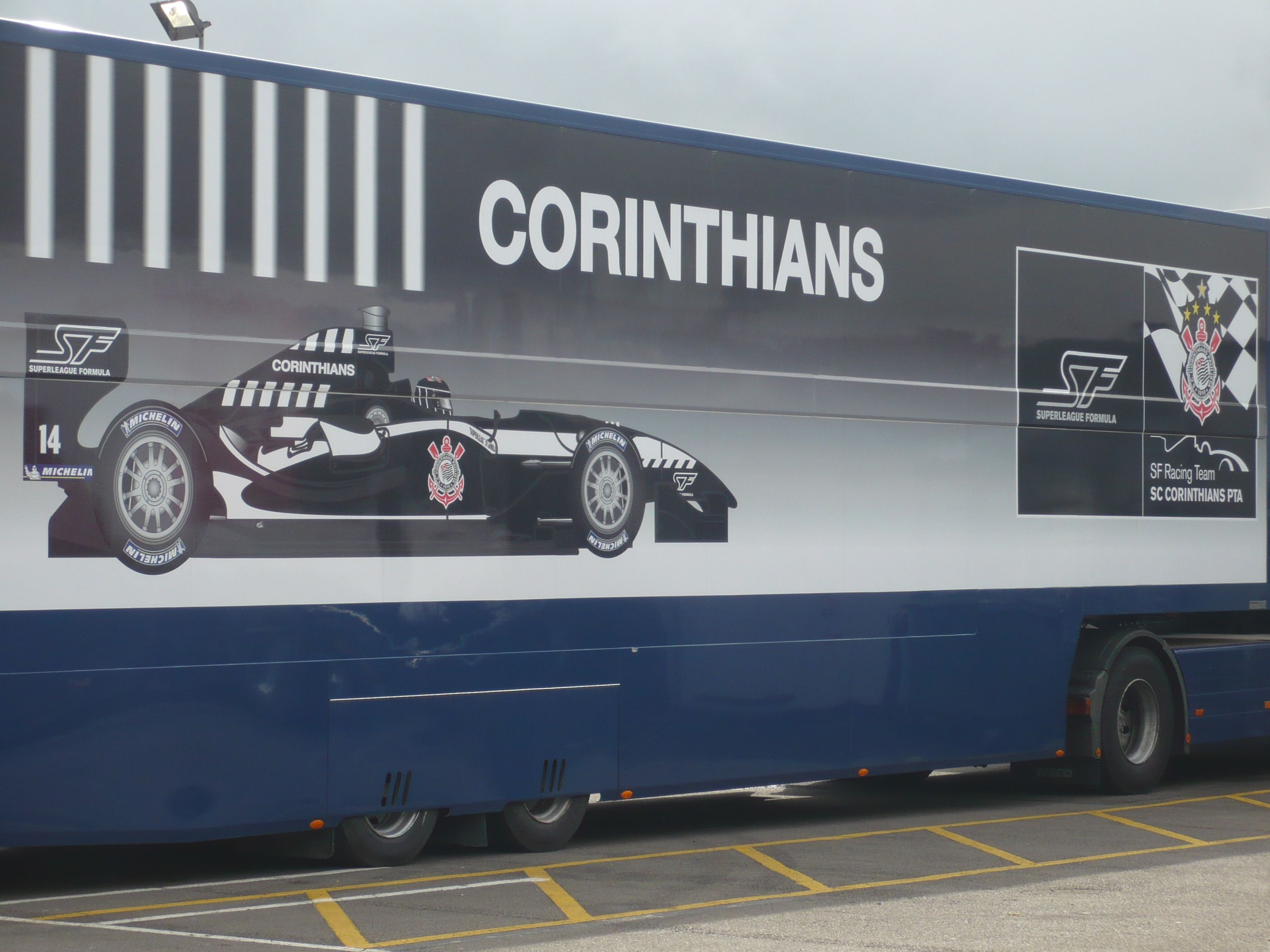
Caminhão do time SC Corinthians no paddock.

A Equipa da Superleague Fórmula do SC Corinthians foi uma equipa da Superleague Fórmula que representa o clube brasileiro Sport Club Corinthians Paulista, naquele campeonato. A equipa foi operada pela EuroInternational na 1ª temporada e foi operada pela Alan Docking Racing na 2ª temporada. Nas temporadas de 2008 e 2009 o piloto da equipa foi sempre Antônio Pizzonia, à excepção da 1ª ronda de 2008, na qual o piloto foi Andy Soucek. Em 2010, o piloto é o ex-piloto de Fórmula 1 holandês Robert Doornbos e a equipa de automobilismo a Azerti Motorsport.

## Temporadas
Na Temporada da Superleague Fórmula de 2008, o SC Corinthians terminou o campeonato na 9ª posição. O carro foi pilotado por Andy Soucek na primeira ronda, e o resto da temporada foi Antônio Pizzonia o piloto. Foi operada pela EuroInternational.
Para a temporada de 2009, Antônio Pizzonia foi confirmado como piloto . A equipa de automobilismo foi a Alan Docking Racing. A classificação final foi o 8º lugar.
O ex-piloto de Fórmula 1 holandês Robert Doornbos foi anunciado como piloto do SC Corinthians para a Temporada da Superleague Fórmula de 2010 e a equipa de automobilismo é a Azerti Motorsport.

## Registo
(Legenda)
| Ano  | Equipa de Automobilismo | Pilotos          | 1   | 2   | 3   | 4   | 5   | 6   | 7   | 8   | 9   | 10  | 11  | 12  | 13  | 14  | 15  | 16  | 17  | 18  | 19  | 20  | 21      | 22      | 23  | 24  | Pontos | Class. |
| ---- | ----------------------- | ---------------- | --- | --- | --- | --- | --- | --- | --- | --- | --- | --- | --- | --- | --- | --- | --- | --- | --- | --- | --- | --- | ------- | ------- | --- | --- | ------ | ------ |
| Ano  | Equipa de Automobilismo | Pilotos          | DON | DON | NÜR | NÜR | ZOL | ZOL | EST | EST | VAL | VAL | JER | JER |     |     |     |     |     |     |     |     |         |         |     |     | Pontos | Class. |
| 2008 | EuroInternational       |                  |     |     |     |     |     |     |     |     |     |     |     |     |     |     |     |     |     |     |     |     |         |         |     |     |        |        |
| 2008 | EuroInternational       | Andy Soucek      | 11  | 12) |     |     |     |     |     |     |     |     |     |     | 264 | 9º  |     |     |     |     |     |     |         |         |     |     |        |        |
| 2008 | EuroInternational       | Antônio Pizzonia |     |     | 7   | 10  | 10  | 18  | 4   | 4   | 6   | 16  | 12  | 2   | 264 | 9º  |     |     |     |     |     |     |         |         |     |     |        |        |
|      |                         |                  |     |     |     |     |     |     |     |     |     |     |     |     |     |     |     |     |     |     |     |     |         |         |     |     |        |        |
| Ano  | Equipa de Automobilismo | Pilotos          | MAG | MAG | ZOL | ZOL | DON | DON | EST | EST | MOZ | MOZ | JAR | JAR |     |     |     |     |     |     |     |     |         |         |     |     | Pontos | Class. |
| 2009 | Alan Docking Racing     | Antônio Pizzonia | 4   | 9   | 17  | 12  | 3   | 8   | 3   | 5   | 10  | 9   | 14  | 18  | 264 | 8º  |     |     |     |     |     |     |         |         |     |     |        |        |
|      |                         |                  |     |     |     |     |     |     |     |     |     |     |     |     |     |     |     |     |     |     |     |     |         |         |     |     |        |        |
| Ano  | Equipa de Automobilismo | Pilotos          | SIL | SIL | ASS | ASS | MAG | MAG | JAR | JAR | NÜR | NÜR | ZOL | ZOL | BDH | BDH | ADR | ADR | POR | POR | ORD | ORD | CHN TBA | CHN TBA | LOS | LOS | Pontos | Class. |
| 2010 | Azerti Motorsport       | Robert Doornbos  | 11  | 7   | 9   | 15  | 12  | 16  | 9   | 5   | 7   | 10  | 3   | 16  | 15  | 18  | 8   | 6   |     |     |     |     |         |         |     |     | 272    | 11º    |

### Resultados em Super Final
| Ano  | 1      | 2       | 3      | 4      | 5       | 6       | 7      | 8      | 9   | 10  | 11      | 12  |
| 2009 | MAG 3  | ZOL N/A | DON 4  | EST 5  | MOZ N/A | JAR DNQ |        |        |     |     |         |     |
| 2010 | SIL NQ | ASS NQ  | MAG NQ | JAR NQ | NÜR NQ  | ZOL NQ  | BDH NQ | ADR NQ | POR | ORD | CHN TBA | LOS |